# Johann Nepomuk von Fuchs

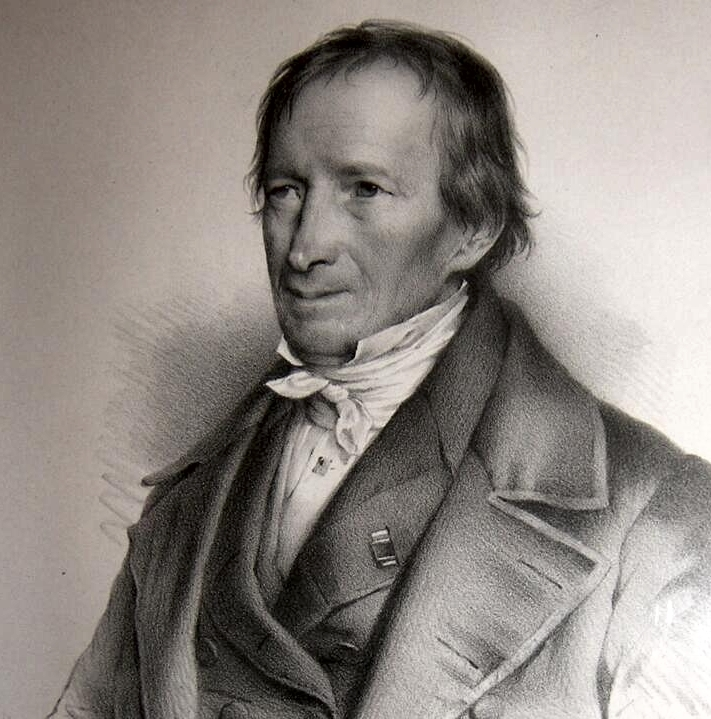
Johann Nepomuk Fuchs (Zeichnung nach einer Grafik von 1844)

Johann Nepomuk Fuchs, ab 1854 von Fuchs (* 15. Mai 1774 in Mattenzell, heute in der Gemeinde Zell bei Falkenstein, Landkreis Cham, Oberpfalz, Bayern; † 5. März 1856 in München), war ein deutscher Chemiker und Mineraloge, Hochschullehrer in Landshut und München, königlich bayerischer Geheimrat und Oberbergrat.

## Leben
Fuchs war der Sohn des Georg Fux aus Mattenzell, erwähnt 1774 in Martinsneukirchen bei Falkenstein (Bayern).
1807 wurde Johann Nepomuk Fuchs Professor für Chemie und Mineralogie an der Universität Landshut, und 1823 Konservator der mineralogischen Sammlungen in München. 1854 war er Professor der Mineralogie an der Universität München.
1846 begründete er zusammen mit Josef Schlotthauer die Stereochromie.
Im Jahre 1853 erhielt Fuchs den Bayerischen Maximiliansorden für Wissenschaft und Kunst und wurde am 8. Dezember 1854 in München in den bayerischen erblichen Adelstand erhoben mit Eintragung in die Adelsmatrikel am 12. Januar 1855. Seit 1823 war er ordentliches Mitglied der Bayerischen Akademie der Wissenschaften. 1834 wurde er als korrespondierendes Mitglied in die Preußische Akademie der Wissenschaften aufgenommen. Im Jahr 1846 wurde er zum Mitglied der Leopoldina gewählt.

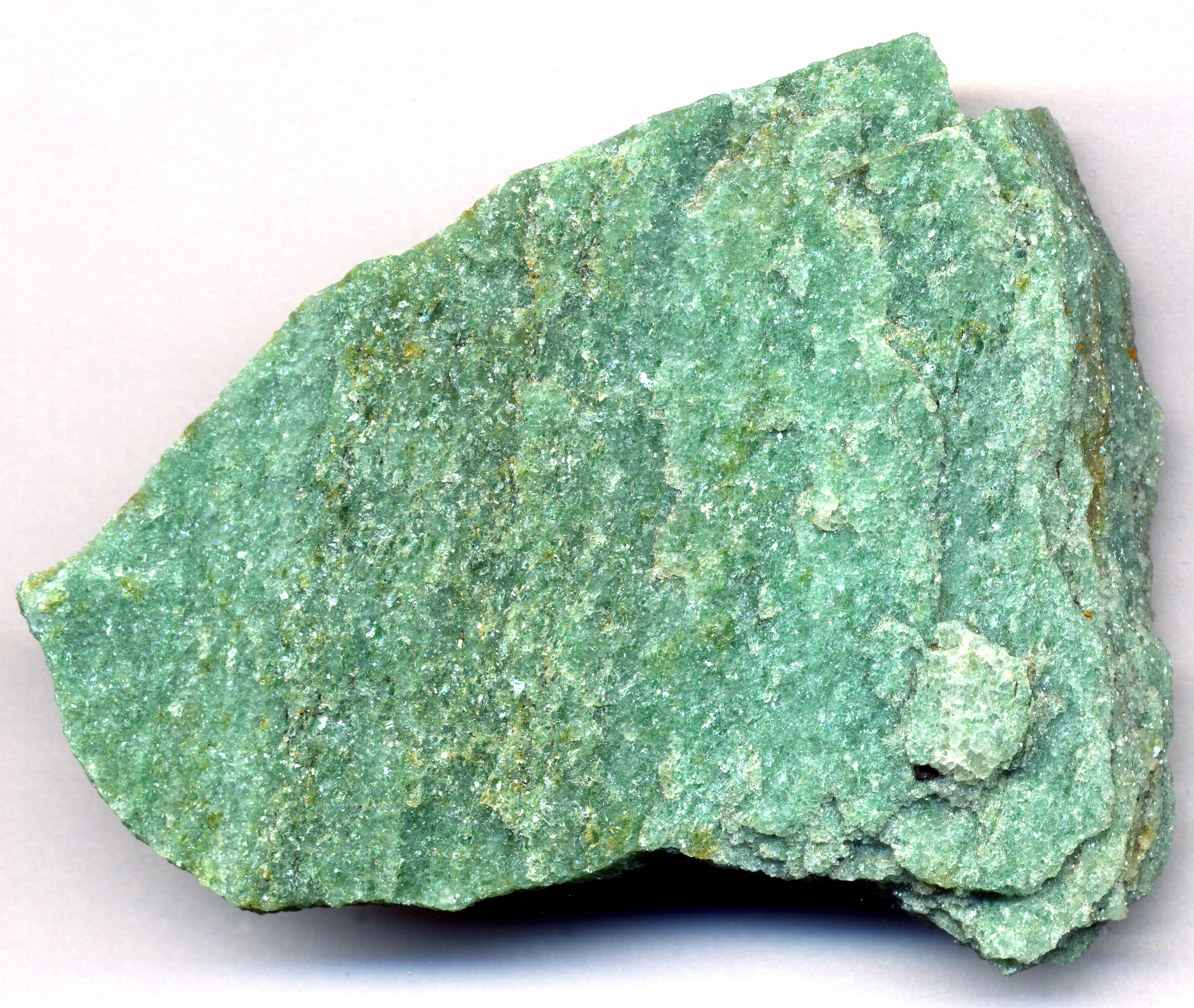
Grünlich schillernder Fuchsit (ca. 6,8 cm Durchmesser) aus Wyoming, USA

Johann Nepomuk Fuchs gilt als Erstbeschreiber für die Minerale Mesolith und Skolezit (1813 zusammen mit Gehlen), Gehlenit (1815), Wagnerit (1821) und Triphylin (1834). Nach ihm ist die Muskovit-Varietät „Fuchsit“ benannt. Nachdem von Helmond schon 1640 die leichter lösliche Kieselfeuchte entdeckte, wurde das sogenannte Wasserglas erstmals 1818 durch Fuchs hergestellt.
Bei seinen Forschungen an den wässrigen Lösungen von Wasserglas konnte Fuchs außerdem feststellen, dass die aus diesen Lösungen ausfallende Kieselsäure zunächst in amorpher Form vorliegt, bevor sie einen irreversiblen Übergang in die kristalline Form durchläuft. In seinen „Theorien der Erde“ postulierte er, dass analoge Vorgänge auch in der Natur stattgefunden haben könnten, wodurch ein Mechanismus möglich sei, der die Bildung silikatischer Minerale und Gesteine aus einer wässrigen Phase und ohne Beteiligung einer Schmelze (und der dafür erforderlichen hohen Temperaturen) ermöglichen würde. Mit diesen Überlegungen wurde Fuchs zu einem Begründer des Neoneptunismus.

## Grabstätte

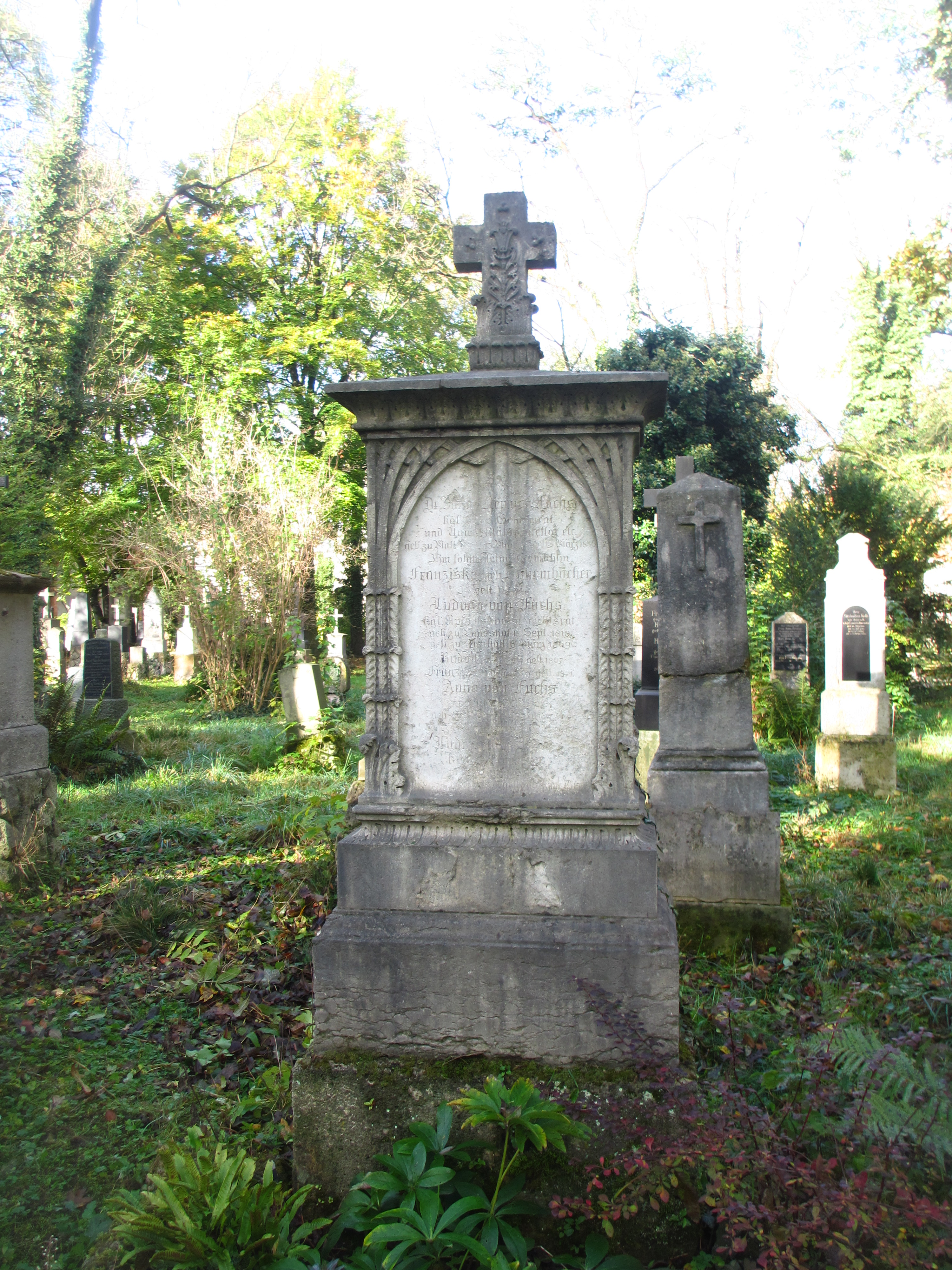
Grab von Johann Fuchs auf dem Alten Südlichen Friedhof in München

Die Grabstätte von Johann Fuchs befindet sich auf dem Alten Südlichen Friedhof in München (Gräberfeld 41 – Reihe 1 – Platz 26/27) Standort.

## Werke
- Über die Theorien der Erde, den Amorphismus fester Körper und den gegenseitigen Einfluß der Chemie und Mineralogie : nebst einer kurzen Inhaltsanzeige aller übrigen Schriften und Aufsätze des Verfassers zu dessen 70ster Geburtstagsfeier von einigen Freunden herausgegeben / von J. N. Fuchs. – München : Fleischmann, 1844. Digitalisierte Ausgabe der Universitäts- und Landesbibliothek Düsseldorf – Erstveröffentlichung der „Theorien der Erde“ 1838[7]